# Challapally, Mulbagal
Challapally là một làng thuộc tehsil Mulbagal, huyện Kolar, bang Karnataka, Ấn Độ.